# 安徳里北街駅
安徳里北街駅（あんとくりほくがいえき、中国語：安德里北街站、拼音：Āndélǐběijiē Zhàn）は、中華人民共和国北京市東城区に位置する北京地下鉄8号線の駅である。

## 歴史
- 2015年12月26日 - 途中駅として当駅開業[1]。

## 駅構造

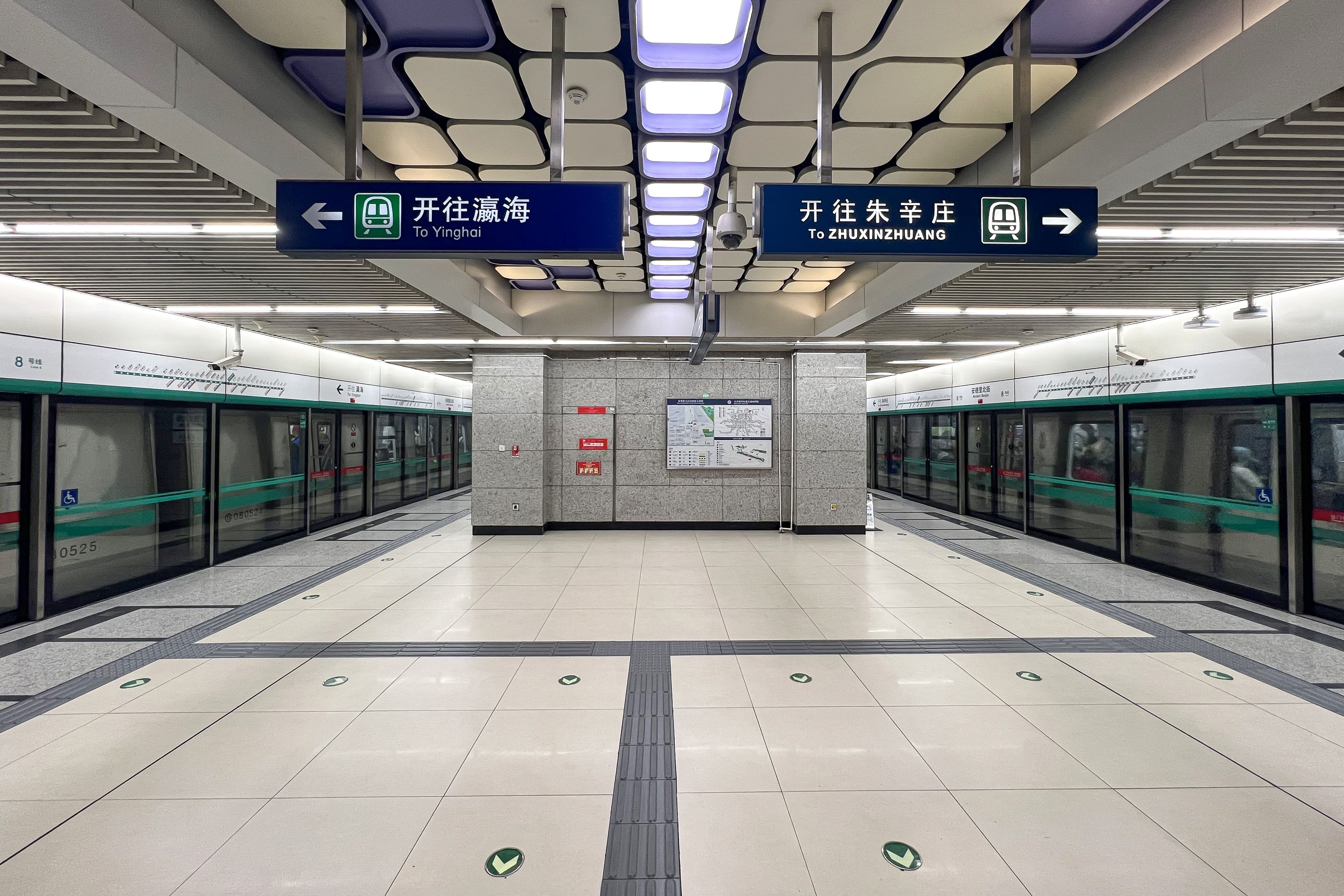
ホーム

島式ホーム1面2線の地下駅である。

## 駅周辺
- 柳蔭公園
- 六鋪炕街

## 隣の駅
北京地下鉄
■8号線
安華橋駅 - 安徳里北街駅 - 鼓楼大街駅